# Asociación Atlética Durazno Fútbol Club
L'Asociación Atlética Durazno Fútbol Club, noto semplicemente come Durazno, è una società calcistica di Durazno in Uruguay.
Il club è stato fondato assai recentemente, il 22 novembre 2005, a seguito della fusione dei club amatoriali del Central, dello Juvenil, del Nacional, del Molles e del Rampla.
Dalla stagione 2006-07, è uno dei club dell'Interior (com'è chiamata la zona dell'Uruguay al di fuori del dipartimento di Montevideo) che militano nel campionato di Segunda División Profesional de Uruguay (5 nella stagione in corso).
Al termine della stagione 2008-09, i Rojos del Yí sono giunti settimi nella classifica aggregata fra i campionati di Apertura e di Clausura, qualificandosi così ai play-off per decidere la terza squadra che, insieme a Fénix e Cerrito, avrebbe disputato il campionato di Primera División 2010. Dopo aver eliminato il Plaza Colonia nei quarti e il Sud América in semifinale, il Durazno si è qualificato per la finale contro l'Atenas, che però ha avuto la meglio (2-1 e 2-0).